# 정시안

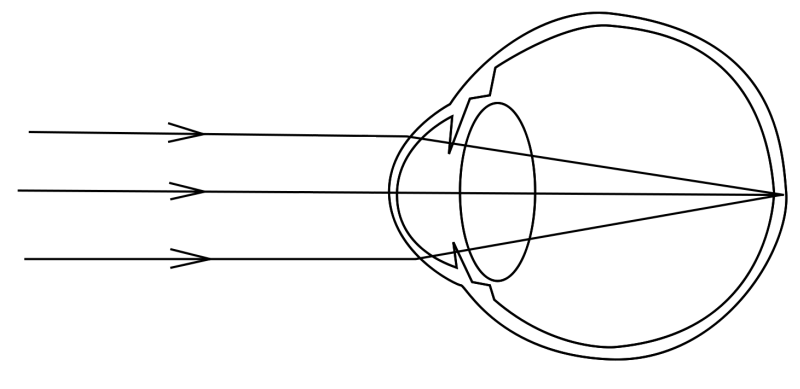

정시안은 수정체가 중립 또는 완화된 상태에서 무한의 가장 먼 물체가 선명한 초점에 놓인 시각 상태이다. 이 정상 안구 조건은 각막과 수정체의 굴절력이 균형을 맞추면 성립된다.
정시안은 근시, 원시, 기타 광학 수차(난시 등)의 부재를 의미하지만 -0.5에서 +0.5 D 사이의 엄격하지 않은 정의로 사용될 수도 있다.
일반적인 정시안은 20/15에서 20/20 사이이다.(1.3 ~ 2.0)

## 문헌
- Bernard Gilmartin, 1998. Myopia and nearwork[깨진 링크(과거 내용 찾기)] Pg 33-34, Elsevier Health Sciences. ISBN 0-7506-3784-6